# Dyspteris legitumaria
Dyspteris legitumaria là một loài bướm đêm trong họ Geometridae.